# Sarcophaga lypai
Sarcophaga lypai är en tvåvingeart som först beskrevs av Yu. G. Verves 1977.  Sarcophaga lypai ingår i släktet Sarcophaga och familjen köttflugor.
Artens utbredningsområde är Armenien. Inga underarter finns listade i Catalogue of Life.